# فرد ماير (مصارع رياضي)
فرد ماير (بالإنجليزية: Fred Meyer)‏ هو مصارع رياضي أمريكي، ولد في 17 مايو 1900 في شيكاغو في الولايات المتحدة، وتوفي في 12 مارس 1983 في لوس أنجلوس في الولايات المتحدة.

## وصلات خارجية
- فريدريك ماير على موقع اللجنة الأولمبية الدولية (الإنجليزية)
- فريدريك ماير على موقع أوليمبيديا (الإنجليزية)